# سمیرنوو (استان قزاقستان شمالی)
سمیرنوو (قزاقی: Смирново) یک شهرک در استان قزاقستان شمالی کشور قزاقستان است.